# Sfilata con delitto
Lacey Smithsonian - Sfilata con delitto (Hostile Makeover) è un film per la televisione statunitense del 2009 diretto da Jerry Ciccoritti.
Il film è tratto dal terzo romanzo della collana "Crimini d'alta moda" (Crime of Fashion) di Ellen Byerrum ed è il sequel de Il mistero dei capelli scomparsi, sempre con protagonista Maggie Lawson nei panni di Lacey Smithsonian.

## Trama
(Lacey a Vic.)
Il salone Stylettos, ora gestito da Stella Lake, sta organizzando una sfilata di presentazione per la nuova collezione moda di Amanda Manville, supermodella fresca di intervento chirurgico recentemente ascesa agli occhi dei media. Nel momento in cui la donna confida a Stella di essere vittima di uno stalker da diverse settimane e di temere per la propria vita, questa convince Lacey a mettersi sul caso. Il coinvolgimento della giornalista tuttavia non è provvidenziale in quanto quella sera stessa, durante la sfilata, Amanda viene assassinata con un colpo di pistola da un cecchino che riesce ad andarsene indisturbato con l'auto di Lacey senza che nessuno lo veda.
A complicare le cose all'aspirante investigatrice ci sono l'apprensiva madre Rose e la sorella minore Charise, che appena saputo di quanto accaduto lasciano Denver e si recano a Washington per assicurarsi della sua incolumità. Contemporaneamente anche Montana McCandless, l'ex-moglie di Vic, giunge in città rivelando di non avere firmato i documenti per il divorzio col detective, cosa che de facto li rende ancora sposati.
La sera successiva, dopo un'uscita tra ragazze con Stella, Brooke e Charise per affogare i dispiaceri sentimentali, Lacey ritrova la sua auto parcheggiata in mezzo alla strada, senza le chiavi e con un messaggio sul parabrezza simile per lo stile a quelli dello stalker di Amanda. La protagonista fa appena in tempo a leggerlo ("lascia stare o tua sorella sarà la prossima") e mettersi al riparo che l'auto le esplode davanti agli occhi.
Senza farsi scoraggiare dalle minacce, Lacey continua ad investigare scoprendo inaspettatamente un valido e volenteroso aiuto in sua madre e sua sorella che, non smentendo la parentela decidono di indagare assieme a lei concentrandosi sui pettegolezzi che volevano la supermodella colpevole dell'omicidio del suo ex-fidanzato, Caleb Collingwood, il cui corpo non è mai stato ritrovato.
Nel momento in cui viene trovato morto anche Gregory Spaulding, il chirurgo plastico cui Amanda, causa le innumerevoli paranoie estetiche, si rivolgeva di continuo, Lacey sospetta che Caleb sia in realtà ancora vivo ed in cerca di vendetta. Tale teoria, per quanto azzardata e, di conseguenza, criticata dalla polizia, si rivela essere poco distante dalla realtà: Caleb difatti, ripudiato da Amanda dopo il suo evidente cambiamento psicologico dovuto all'ultimo ritocco estetico, è sparito nel nulla senza lasciare traccia e si è sottoposto a sua volta ad un intervento chirurgico per mascherare le sue fattezze, farsi assumere tra lo staff della sfilata come tecnico delle riprese, vendicarsi uccidendo la donna ed in seguito mettere a tacere il chirurgo in quanto unico uomo a conoscenza dell'inganno da lui ordito.
Dopo che Lacey trova le prove dell'accusa Caleb la aggredisce nella Stylettos ma, dopo una breve colluttazione viene neutralizzato da tutte e tre le Smithsonian.
Chiuso il caso la giornalista di moda si riappacifica con Vic, ora divorziato a tutti gli effetti; e Rose, che fin dal trasferimento a Washington della figlia ha sempre insistito affinché tornasse sui suoi passi, comprende finalmente che essa si è costruita una sua vita e promette che smetterà di insistere. Lacey, commossa, dichiara che lei e Charise saranno sempre le benvenute se volessero tornare.

## Distribuzione
Negli Stati Uniti il film è stato trasmesso per la prima volta da Lifetime il 28 giugno 2009, mentre in Italia da Rai 2 il 30 maggio 2010.